# Větrný mlýn (Břevnov)
Větrný mlýn holandského typu s přístavbami je usedlost čp. 40, nachází se na katastrálním území Břevnova, v městské části Praha 6, v lokalitě zvané podle ní Větrník. Stojí na okraji břevnovské klášterní zahrady a lesoparku při ulici U Větrníku, od které je oddělena vysokou zdí, v nadmořské výšce 360 m. Od roku 1958 je zapsána do Ústředního seznamu kulturních památek ČR.

## Historie

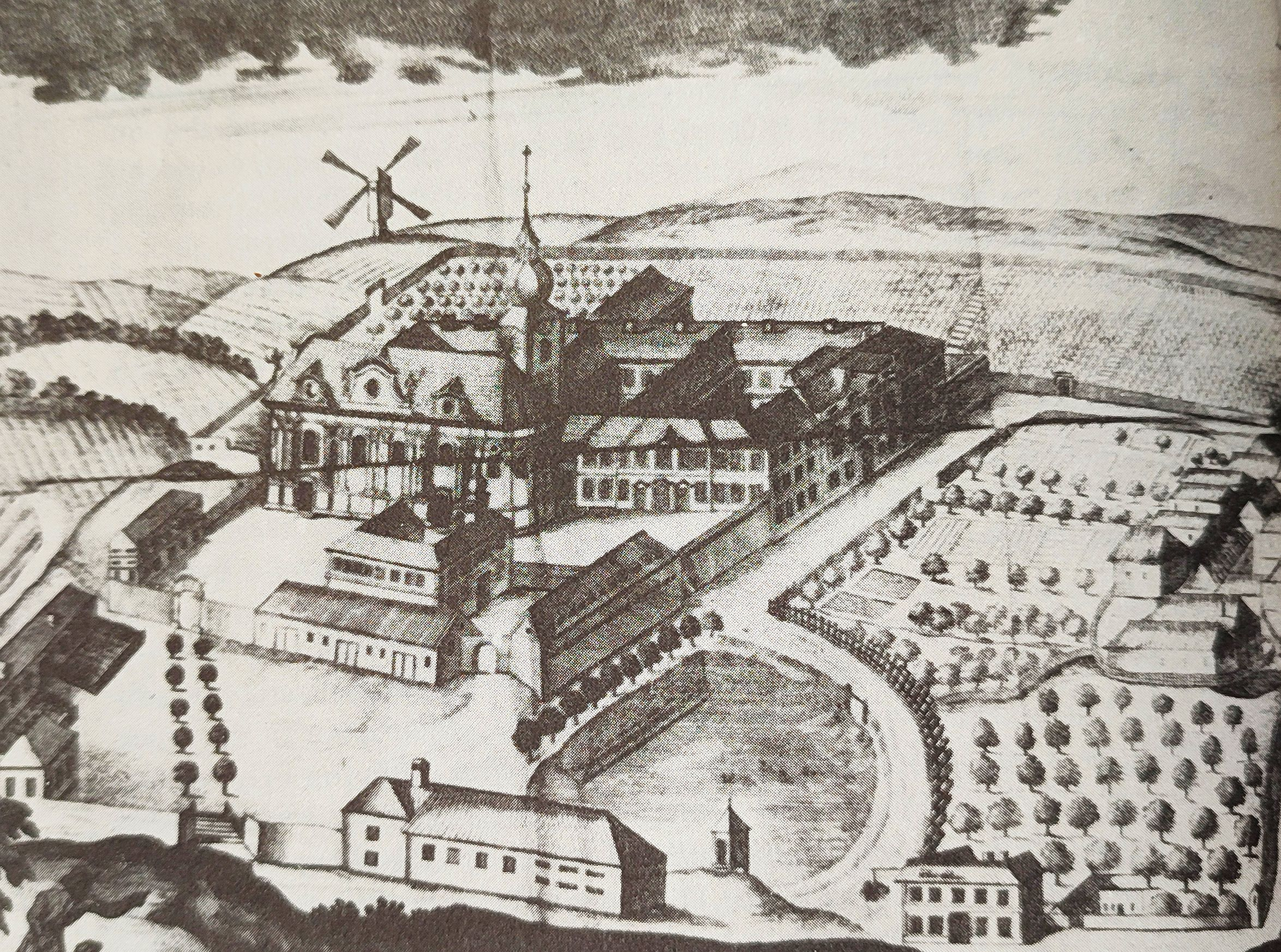
Břevnovský klášter a větrný mlýn v roce 1721

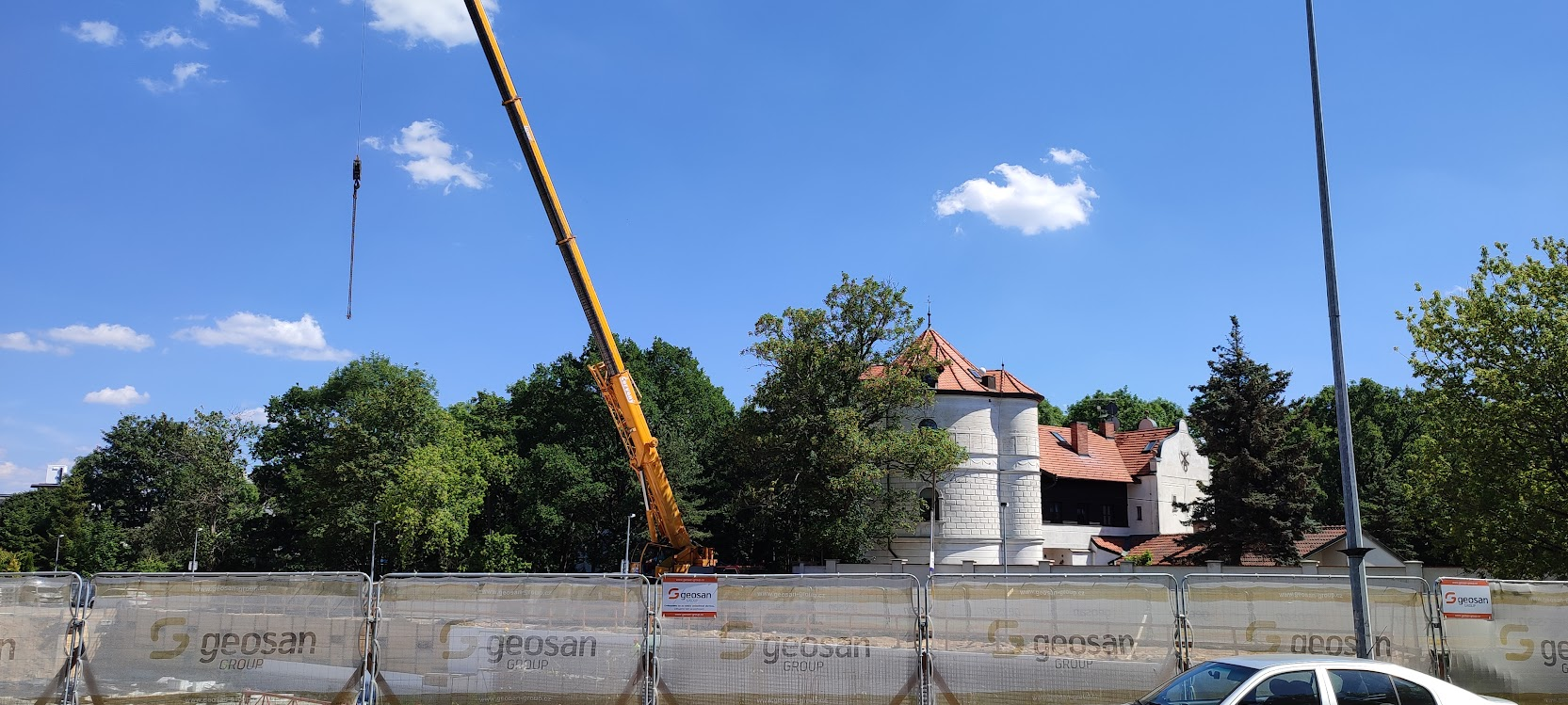
Břevnovská klášterní zahrada s Větrníkem od jihovýchodu, po demolici studentské koleje, před výstavbou bloku třípatrových domů

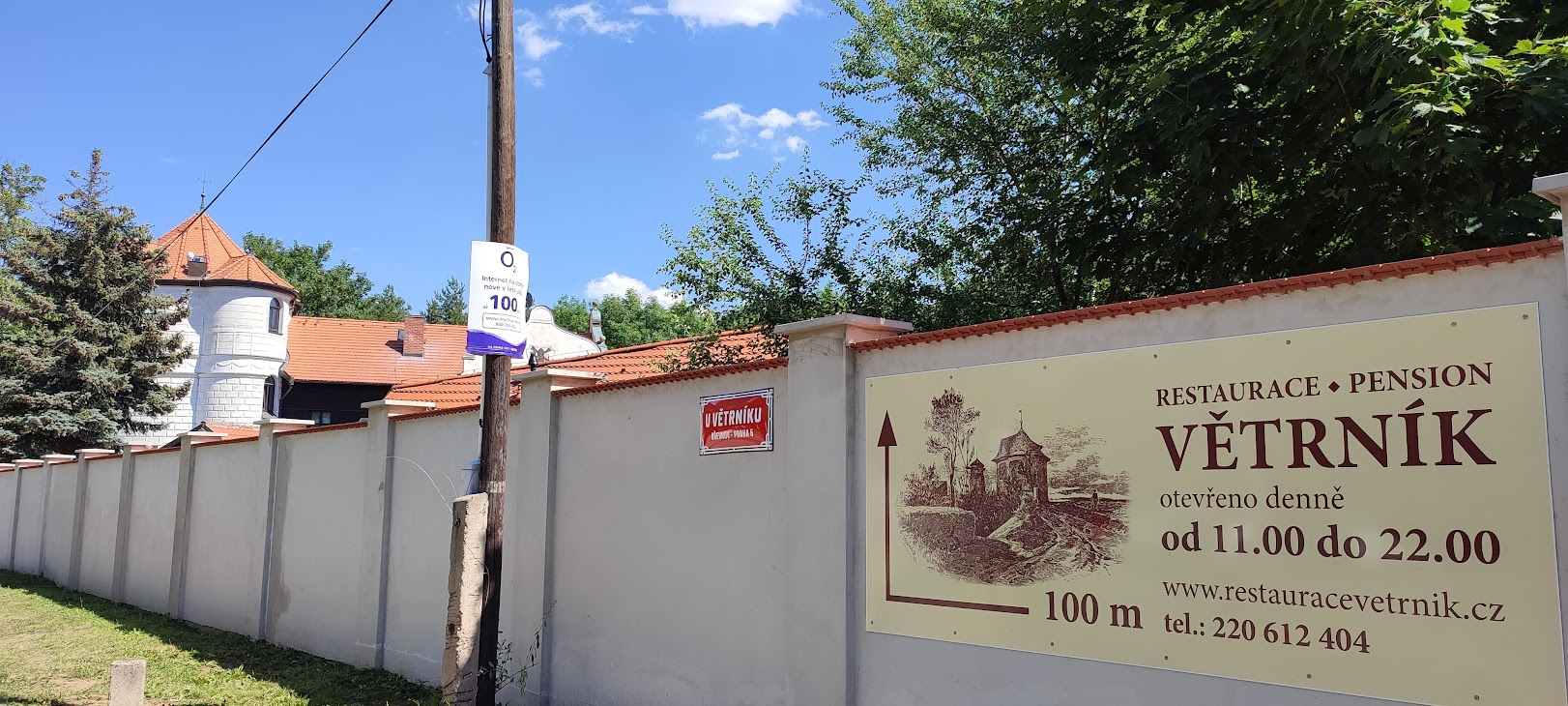
Zeď v ulici U Větrníku

Již v zakládací listině břevnovského kláštera z roku 993 se vyjmenovávají mezi jeho vesnicemi Břevnov, Liboc, Veleslavín a Střešovice, hospodářský dvůr a pět mlýnů, z nichž tři u Vltavy byly vodní a dva nespecifikované. Šlo o typické hospodaření klášterů. První obrazový doklad existence větrného mlýna na současném místě pochází z roku 1721, kdy byla vytištěna rytina celkového pohledu na areál břevnovského kláštera podle starší kresby Kiliána Ignáce Dientzenhofera. Mlýn tedy vznikl nejpozději při této stavební etapě kláštera. Větrný mlýn má ve štítu na omítce vyrytý letopočet 1722, související snad s dientzenhoferovskou dostavbou Břevnovského kláštera. Byl součástí hospodářského dvora, který i s přilehlými pozemky náležel klášteru od jeho založení až do josefinských reforem. Některé starší písemné zdroje uvádějí, že na jeho místě dříve stál mlýn dřevěný. 
Mlýn do roku 1794 mlel obilí pro klášter, pak jej zakoupil mlynář Jakub Kohoutek. V roce 1840 byl postaven druhý zděný mlýn, tzv. Malá věž, který byl funkční asi do roku 1900 a pak byl zbourán. Jiný zdroj uvádí zbourání v roce 1912. Tehdy usedlost získala rodina Opatrných a přestavěla na obytný dům, ke kterému připojila obytnou secesní budovu. Po vyvlastnění soukromého majetku byly budovy se zahradou roku 1958 prohlášeny za kulturní památku. V letech 1962-1990 byly využívány společně se sousedními panelovými novostavbami jako studentské koleje s menzou. Po roce 1990 rodina Opatrných obě stavby i s pozemky získala v restituci zpět, postupně je opravila a po roce 2000 zde byl kromě restaurace zařízen i penzion s ohrazeným parkem, částí lesa a tenisovým kurtem.
V roce 2020 byly nevyhovující zchátralé objekty studentské menzy a koleje jihozápadně od větrného mlýna zbourány a na jejich místě zahájena výstavba souvislého bloku třípatrových obytných domů, která má být hotova do konce roku 2023.

## Popis
Větrný mlýn je třípodlažní válcová zděná stavba na kruhovém půdorysu, zakončená kuželovou střechou s vikýři krytou bobrovkami. Mlýn je devět metrů vysoký s průměrem 9 metrů. Věž je členěna římsami a bosáží. V patrech jsou prolomena okna s půlkruhovým záklenkem a hlavním klenákem. Římsa je zdobená zubořezem a meandrem. K věži se přimyká šnekové schodiště.
Větrné kolo pohánělo mlýnské složení a pilu.